# El Alquián
El Alquián es un núcleo de población perteneciente al municipio de Almería, comunidad autónoma de Andalucía, España, situado a 11 km del núcleo. En 2014 contaba con 5754 habitantes (INE).

## Toponimia
El topónimo de El Alquián deriva de la voz árabe al-qī‘ān, que se puede traducir como las zonas bajas.

## Geografía
Se halla al este de la capital, a unos 11 km de ésta y se encuentra muy cerca de otras pedanías como Retamar (Almería) y Costacabana.
Cerca de esta pedanía se hallan núcleos de población diseminados como Venta Gaspar y San Vicente, también pertenecientes al municipio de Almería.

## Historia
Esta pedanía costera almeriense fue tradicionalmente conocida por ser un barrio de pescadores, ya que la mayor parte de la población se dedicaba a esta actividad económica tradicional. La pesca en esta zona se desarrollaba mediante el arte de la jábega, y es precisamente de esta tradición de donde procede el gentilicio "jabegote/a"[cita requerida]. Más tarde cobró relevancia la agricultura intensiva de cultivo en invernadero de hortalizas y vegetales en las zonas de vega de los alrededores.

## Geografía humana

### Demografía
| Gráfica de evolución demográfica de El Alquián entre 2000 y 2022 |
|                                                                  |
| Datos según el nomenclátor publicado por el INE.                 |

## Transportes y comunicaciones
Aeropuerto
El Aeropuerto de Almería se halla en esta zona. Fue inaugurado el 6 de febrero de 1968.

### Autobús urbano
Al núcleo llegan tres líneas de autobús urbano.
|                                                                                      | Surbus Ir a la base de datos | Surbus Ir a la base de datos | Surbus Ir a la base de datos | Surbus Ir a la base de datos | Surbus Ir a la base de datos |
| Línea                                                                                | Trayecto                     | Horario 1 Laborables         | Horario 2 Sábados            | Horario 3 Festivos           | Frecuencia 1/2/3             |
| ------------------------------------------------------------------------------------ | ---------------------------- | ---------------------------- | ---------------------------- | ---------------------------- | ---------------------------- |
|                                                                                      | Circular Levante             | 6:40 a 21:57                 | (sin servicio)               | (sin servicio)               | 90'/SS/SS                    |
|                                                                                      | Centro-Hospital de El Toyo   | 6:25 a 22:10                 | 6:35 a 22:30                 | 6:35 a 22:45                 | 50´/90´/ 90´                 |
|                                                                                      | Almería-Aeropuerto-Retamar   | 6:25 a 22:10                 | 6:35 a 22:30                 | 7:00 a 15:10                 | 30´ó 45´/25´ó 45´/ 90´ó 105´ |
| - La frecuencia y el horario se refire a: Laborables / Sábados / Domingos y festivos |                              |                              |                              |                              |                              |

## Servicios públicos

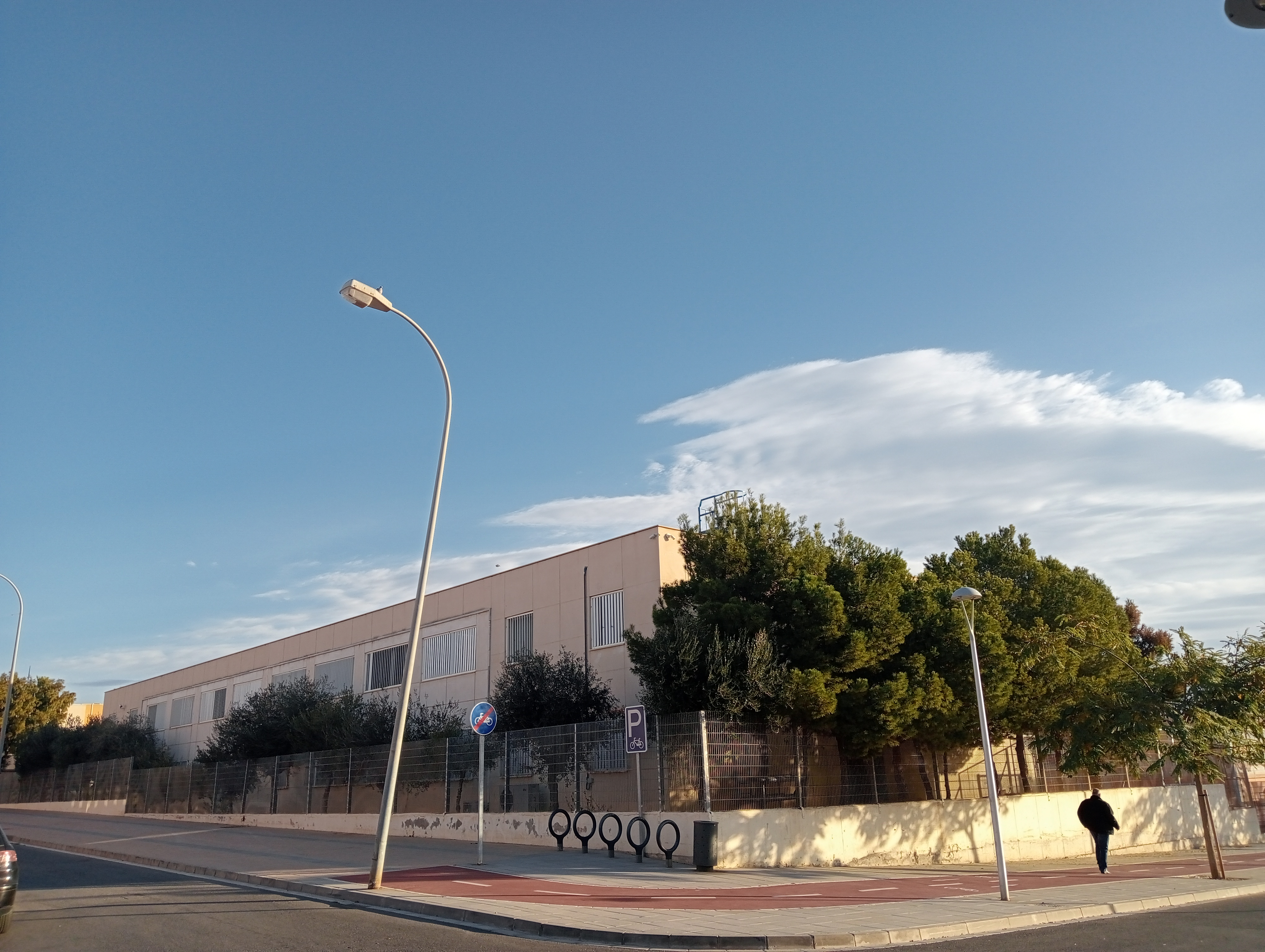
IES El Alquián

### Educación
La localidad cuenta con una escuela infantil, un  Centro de Educación Infantil y Primaria, el CEIP San Bernardo, y Instituto de Enseñanza Secundaria, el IES El Alquián que oferta además bachillerato y Formación Profesional Básica. 

### Sanidad
La localidad cuenta con un Consultorio con horario de atención de Lunes a Viernes, que forma parte del Distrito Sanitario de Almería y el Hospital del Toyo como hospital de referencia. 

## Feria y fiestas
En este barrio se celebran las fiestas patronales alrededor del 16 de julio, día de la Virgen del Carmen, patrona de El Alquián.